# La macchina mondiale
La macchina mondiale è un romanzo di Paolo Volponi pubblicato nel 1965.
Il libro ha vinto il Premio Strega nello stesso anno ed è stato tradotto in diverse lingue, tra cui l'inglese e il tedesco.

## Trama
Nel Secondo dopoguerra vive a San Savino, frazione di Frontone in provincia di Pesaro e Urbino, Anteo Crocioni, un giovane curioso ma di poca scolarità che si pone molte domande sull'origine del mondo e degli esseri viventi, giungendo ad una concezione insieme meccanicistica e idealistica dell’esistente che presuppone la sua creazione da parte di quelli che chiama automi autori. Secondo Anteo, se le sue teorie fossero conosciute nel mondo, si farebbero dei passi in avanti verso l'amicizia tra i popoli e la pace universale. Esse lasciano invece perplesso suo padre, piccolo coltivatore che vede nel figlio un perdigiorno e un pericoloso contestatore (per le sue inclinazioni verso il comunismo) dell’ordine economico e sociale rappresentato dai proprietari terrieri, dalla Democrazia Cristiana e dalla Chiesa cattolica. Tuttavia, è proprio con un giovane seminarista di nome Liborio che Anteo instaura un rapporto d’amicizia, trovando nel ragazzo una mente disposta ad ascoltare e a comprendere la sua concezione del mondo, per quanto non a condividerla. Successivamente Anteo conosce Massimina, una ragazza di un paese vicino, e la sposa. 
Per migliorare la propria condizione economica egli acquista, sulla scia della sua fascinazione per i mezzi meccanici, diverse macchine agricole con le quali avvia un’attività di contoterzista, malgrado il parere contrario del padre e della moglie, restii ad ogni idea d’innovazione. Il suo lavoro lo tiene lontano da casa per lunghi periodi, e quando vi ritorna non vi ritrova più Massimina. Scopre che la moglie, non più decisa a sopportare i suoi repentini scatti d'ira, si è trasferita a Roma per cercare lavoro come donna di servizio, contando sull'appoggio della cospicua comunità marchigiana emigrata colà. Anteo vende le macchine e si reca anch'egli nella capitale, per riportare a casa la moglie cogliendo nel frattempo l’occasione di mostrare a docenti e studenti dell'università le proprie teorie e il trattato che sta scrivendo, che però non riscuotono presso di loro il minimo successo. 
Dopo aver finito i soldi, esercita diversi mestieri per mantenersi, tra i quali quello di pulitore delle gabbie dei leoni in un circo, e riesce rintracciare Massimina grazie ad una denuncia per abbandono del tetto coniugale che sporge contro di lei. La giovane lavora ora come serva in una casa signorile e, per tutelarsi contro il marito, lo denuncia per percosse. Anteo è così costretto dall'autorità giudiziaria ad abbandonare Roma e torna a San Savino in attesa del processo. Ritrova Liborio, che nel frattempo è stato ordinato prete e nominato parroco di Acquaviva, e lo aiuta a sistemarsi nella casa canonica. Un giorno incontra per caso la moglie, venuta in visita ai suoi luoghi d'origine; questa non si nega alla consumazione di un rapporto sessuale col marito, ma si rifiuta di tornare a casa.
Alcuni mesi dopo, Anteo apprende dai giornali che Massimina ha di nascosto dato alla luce un bambino, concepito dal rapporto avuto quel giorno, e che ha poi lasciato morire per mancanza di cure; la donna viene quindi arrestata per infanticidio. Anteo decide allora di porre fine alla propria esistenza facendosi saltare in aria con tutta la propria casa, imbottita d'esplosivo per l'occasione.

## Critica
Le azioni di Anteo sono ricondotte da diversi recensori, tra i quali Romano Luperini, che peraltro la considera un efficace strumento di denuncia sociale, ad una follia che il personaggio coverebbe. Giuliano Manacorda ritiene che la scrittura sia eccessivamente forzata e cerebrale, specialmente a confronto col precedente romanzo di Volponi Memoriale. Walter Pedullà dà risalto alla dirompente carica ribelle insita nel protagonista, anche grazie ad un uso spregiudicato e spiazzante del suo linguaggio.

## Edizioni
- Paolo Volponi, La macchina mondiale, collana Romanzi moderni, Milano, Garzanti, 1965.
- Paolo Volponi, La macchina mondiale, Milano, Club degli Editori, 1969.
- Paolo Volponi, La macchina mondiale, collana I bianchi, Milano, Garzanti, 1973.
- Paolo Volponi, La macchina mondiale, collana collezione Premio Strega, prefazione di Massimo Raffaeli, Torino, UTET, 2006, ISBN 88-02-07448-8.
- Paolo Volponi, La macchina mondiale, collana I capolavori del Premio Strega, prefazione di Massimo Raffaeli, n. 49, Milano, Il Sole-24 ore, 2012.